# 506-й гвардейский мотострелковый полк
506-й гвардейский мотострелковый Познанский Краснознамённый, ордена Суворова полк (сокр. 506 гв. мсп, в/ч 21617) — тактическое формирование Сухопутных войск СССР и Сухопутных войск Российской Федерации.
Полк находился в составе 27-й гвардейской мотострелковой дивизии. Дислоцировался сначала в г. Галле, при выводе в Россию пункт постоянной дислокации — село Тоцкое в Оренбургской области.

## История
Полк ведёт свою историю от 74-го гвардейского стрелкового полка. Созданного вместе с 27-й гвардейской стрелковой дивизией в 1942 году.
17 мая 1957 года 68-й гвардейский механизированный полк (в/ч 35075) 21-й гвардейской механизированной дивизии переформирован в 68-й гвардейский мотострелковый Познанский Краснознамённый, ордена Суворова полк 27-й гвардейской мотострелковой дивизии.
При выводе 27-й гв. мсд из ГДР в Тоцкое 17 апреля 1991 года, 68-й гвардейский мотострелковый полк был слит с 680-м мотострелковым полком 213-й мотострелковой дивизии ПривВО и получил новый номер 506 (в/ч 21617) с сохранением наград, почётного наименования, исторического формуляра, знамени и боевой славы.
В 1995 году 506-й полк вёл боевые действия в Чеченской Республике. 25 октября колонна полка подверглась нападению басаевцев у села Ца-Ведено. Затем 27 октября части полка были отведены с гор Веденского района в предгорья.
В 1999 году 506-й полк был вновь введён в Чечню, где участвовал в штурме Грозного. Штурмовые отряды полка вели бои в восточной части Грозного в направлении площади Минутка. 17 января 2000 г. был захвачен больничный комплекс, а 31 января южная часть площади Минутка.
В 2009 году в ходе реформирования Вооружённых сил полк расформировали.